# Спецназ против самураев. Миссия 1549
«Спецназ против самураев. Миссия 1549» — фильм-хроноопера режиссёра Масааки Тэзука, вышедший в 2005 году.

## Сюжет
В результате секретного эксперимента японских военных с созданием силового поля во время солнечного максимума полк под командованием полковника Цуёси Матобы отправляется в прошлое (1549 год) — в самую гущу битвы между самураями.
В наши дни (2005 год) попадает большой фрагмент почвы образца 1549 года, на котором находится человек — самурай по имени Ситибэй, живший в XVI веке и находившийся на том самом месте, с которого в будущем стартовал полк Матобы.
Одновременно в мире начинают происходить аномалии — в разных местах образуются чёрные дыры, поглощающие все физические объекты. Военные приходят к выводу, что это — результат временного разлома и изменения истории — с приходом в 1549 год полка Матобы прошлое изменилось. Если не вернуть солдат в XXI век, а Ситибэя — в XVI, чёрные дыры скоро уничтожат Землю.
Военные обращаются к вышедшему в отставку Ёсукэ Касима, служившему под командованием Матобы, рассказывают ему все и показывают чёрную дыру, замаскированную под военную базу. Он даёт согласие на участие в операции. В прошлое отправляется отряд «Ромео» под командованием Касима, майора Мори и капитана Рэя Кандзаки. Там они узнают, что их коллеги попали в битву с Одой Набунагой — одним из известнейших военно-политических лидеров Японии. Матоба убил великого самурая и занял его место. Теперь он намерен изменить историю, сделав Японию ведущей державой мира.
Об угрозе, нависшей над миром в результате изменений в истории он не хочет слышать. Главным оружием, которое должно помочь ему покорить мир, полковник выбрал мощный аккумулятор, который может взорваться с мощью, практически эквивалентной атомной бомбе. На стороне Матобы — феодал Досан Сайто (реальный союзник Нобунаги), в доме которого поселился полковник и на дочери которого намерен жениться.
Однако, поняв, кто такой Матоба на самом деле, он принимает сторону «Ромео» и пытается застрелить полковника из пистолета, но гибнет сам. Завязывается битва между уцелевшими членами отряда «Ромео» и уцелевшими последователями Матобы, в ходе которой гибнет Мори. Касима дерётся с полковником на мечах, но ему помогает Кандзаки, застрелив Матобу из пистолета. Дом рушится, военные спасаются и проходят во времени обратно, забрав аккумулятор. В финальной сцене солдаты отдают честь Касима и Кандзаки. Вопрос о чёрных дырах остаётся за кадром.

## В ролях
Ёсукэ Эгути — Ёсуке Касима
Кёка Судзуки — капитан Реи Канзаки
Харука Аясэ — Но-химэ, дочь Досана Сайто
Масато Ибу — Досан Сайто, даймё провинции Мино, союзник Оды Нобунаги
Такэси Кага — полковник Цуёси Матоба

## Факты
- В фильме Матоба убивает Нобунагу в битве, однако в 1549 году полководец не принимал участия ни в каких битвах.
- Досан Сайто в реальной истории погиб в процессе борьбы за провинцию Овари в 1556 году.